# 徳川宗親
徳川 宗親（とくがわ むねちか、1959年（昭和34年）10月20日 - ）は、日本の実業家。一橋徳川家14代目当主。。茨城県水戸市出身。

## 経歴
茨城県水戸市出身。一橋徳川家13代目当主である徳川宗信と妻・好子の長男として生まれ、後に家督を継いで14代当主となる。
父と同じく酪農家となり、私生活では中島春男の娘である美和子と結婚。美和子との間に2男1女（宗史・啓子・宗成）を儲けた。

## 系譜
- 父親：徳川宗信
- 母親：徳川好子
- 夫人：徳川美和子 - 中島春男の娘
  - 長男：徳川宗史（1986年4月21日 - [4]）
  - 長女：徳川啓子（1988年3月30日 - [4]）
  - 次男：徳川宗成（1994年5月22日 - [4]）